# تمرد التبتيون 1905
كان تمرد التبت عام 1905 (بالصينية: 巴塘 事變) عبارة عن سلسلة من أعمال الشغب التي قام بها اللامات التبتيون حيث عذبوا وأعدموا المبشرين الكاثوليك الفرنسيين، وذبحوا التبتين المتحولين للكاثوليكة، واغتالوا مسؤولين من سلالة تشينغ الصينية، وهاجموا جيش تشينغ الذي كان يقمع أعمال الشغب. وحرقوا عشرات الكنائس. يعتبر هذا أحد أكبر الاضطهادات الدينية التي نظمها اللامات التبتيون.
في 2 أبريل 1905، قامت أعمال الشغب المناهضة للكاثوليكية بقيادة اللامات حيث قاموا بذبح المئات من الكاثوليك التبتيين الذين تحولوا إلى المسيحية وحرق الكنائس. في 6 أبريل، اغتيل Fengquan فينغكوان (鳳 全)، المفوض المقيم لتشينغ (أمبان) في التبت ومانشو، على يد اللاما في باتانغ، سيتشوان. حرض اللامات على كراهية الأجانب وزعموا أنه مفوض مزيف أرسله الفرنسيون واتهمه زوراً بالترويج للغة الفرنسية والزي العسكري. في 14 أبريل و 16 أبريل، أُعدم أربعة مبشرين فرنسيين وهم جان أندريه سوليه وهنري موسو وبيير ماري بوردونيك وجول دوبرنارد على يد اللاما بعد أسبوعين من التعذيب، في باتانغ وسيشوان وديكين، يوننان على التوالي. حاصر اللامات جيش تشينغ في ديكين، الذي لجأ إليه المبشرون لمدة ثلاثة أشهر. في 24 مايو ونوفمبر، استولى جيش تشينغ على باتانغ وديكين على التوالي، وقتلوا اللامات ومثيري الشغب.
وقعت حكومة تشينغ اتفاقية تعويض مع القنصل الفرنسي في يونان في 23 يوليو 1906. دفعت حكومة تشينغ 150.000 تيل (حوالي 5000 كجم) من الفضة إلى الفرنسيين و 9000 تيل (حوالي 300 كجم) من الفضة إلى الكاثوليك الصينيين. في النهاية، أعادت السلالة التشينغية الصينية تأكيد سيطرتها على الحدود الشمالية لمدينة يونان والحدود الغربية لسيشوان، حيث كان للدير التبتي ورؤساء (توسي) السلطة.